# Patrick McEnroe
Patrick McEnroe (* 1. Juli 1966 in Manhasset, Long Island, New York) ist ein ehemaliger US-amerikanischer Tennisspieler.

## Leben
Patrick ist der jüngere Bruder der Tennislegende John McEnroe. Er erreichte in seiner Laufbahn bei weitem nicht die Erfolge seines Bruders. Im Doppel konnte er insgesamt 17 Turniere gewinnen, darunter die French Open 1989.
Seinen ersten Titel im Profitennis gewann er im Doppel zusammen mit seinem Bruder in Richmond. Mit Jim Grabb siegte er 1989 bei den French Open.
Sein erstes Finale im Einzel erreichte er ironischerweise gegen seinen Bruder John. John gewann das Spiel in drei Sätzen (3-6, 6-2, 6-4). Dies war erst das zweite Bruderduell in einem Endspiel der ATP Tour, Emilio Sánchez und Javier Sánchez spielten 1987 in Madrid gegeneinander.
Sein bestes Ergebnis bei einem Grand-Slam-Turnier schaffte er 1991 bei den Australian Open, als er erst im Halbfinale gegen Boris Becker ausschied. Im gleichen Jahr stand er mit David Wheaton im Doppelfinale.
1995 konnte er sich gegen Becker bei den Australian Open revanchieren und besiegte ihn in der ersten Runde. Becker behielt dafür bei den US Open im Achtelfinale die Oberhand.
Im Jahr 1998 beendete er seine Laufbahn. Seine höchste Platzierung auf der Tennis-Weltrangliste war Platz 28 im Jahr 1995. Im Doppel schaffte er es 1993 auf Platz 3 der Weltrangliste.
Im Davis Cup spielte er 1993, 1994 und 1996 für die USA. Seit 2000 ist Patrick McEnroe der 38. Kapitän in der US-Daviscupgeschichte. 2007 gewann er mit seiner Mannschaft den Cup. Anfang September 2010 kündigte er seinen Rücktritt als Teamchef an.
Außerdem arbeitet er als TV-Kommentator für CBS und ESPN.